# Leeds United (Lied)
Leeds United ist ein Lied, das das Leeds United Football Team, die Mannschaft der Saison 1971/72 des Fußballvereins Leeds United AFC, aufnahm. Der von Les Reed arrangierte und produzierte Song wurde als A-Seite einer Single auf Reeds eigenem Label Chapter 1 Records veröffentlicht. Leeds United erreichte 1972 Platz zehn in der britischen Hitparade, die B-Seite Leeds, Leeds, Leeds konnte sich 1992 und 2010 ebenfalls in den Charts platzieren.

## Geschichte

### Vorgeschichte

Wappen von Leeds United

Von 1961 bis 1974 war Don Revie Manager und Trainer des Leeds United A.F.C.; diese Jahre waren die erfolgreichsten für den Fußballverein aus der Industriestadt im Norden Englands. 1968 gewann der Verein seine ersten großen Titel, den Ligapokal und den Messestädte-Pokal, 1969 wurde das Team erstmals englischer Meister. In der Spielzeit 1971/72 lag Leeds am Saisonende hinter Derby County zum fünften Male in der Ära Revie auf Platz zwei. Im Halbfinale des FA Cup 1971/72 besiegte United am 15. April 1972 das Team von Birmingham City mit 3:0 und erreichte zum dritten Mal das Endspiel um den Pokal.

### Aufnahme
Für die Melodie von Leeds United coverte Produzent Les Reed ein Lied, das er selbst mit Geoff Stephens geschrieben hatte. Als Sally Sunshine war es von Miki Antony veröffentlicht worden und hatte 1971 nur knapp die britischen Top 50 verfehlt. In Deutschland wurde es in einer von Cliff Richard in deutscher Sprache gesungenen Version als „Wenn du lachst, lacht das Glück, Sally Sunshine“ bekannt; Richards Single erreichte im November 1971 Platz 39 in der deutschen Hitparade. Leeds United wurde in den Strawberry Studios in Stockport aufgenommen, deren Miteigner Eric Stewart und Graham Gouldman von 10cc waren; die Band spielte auf beiden Aufnahmen des Fußballteams.

### Text

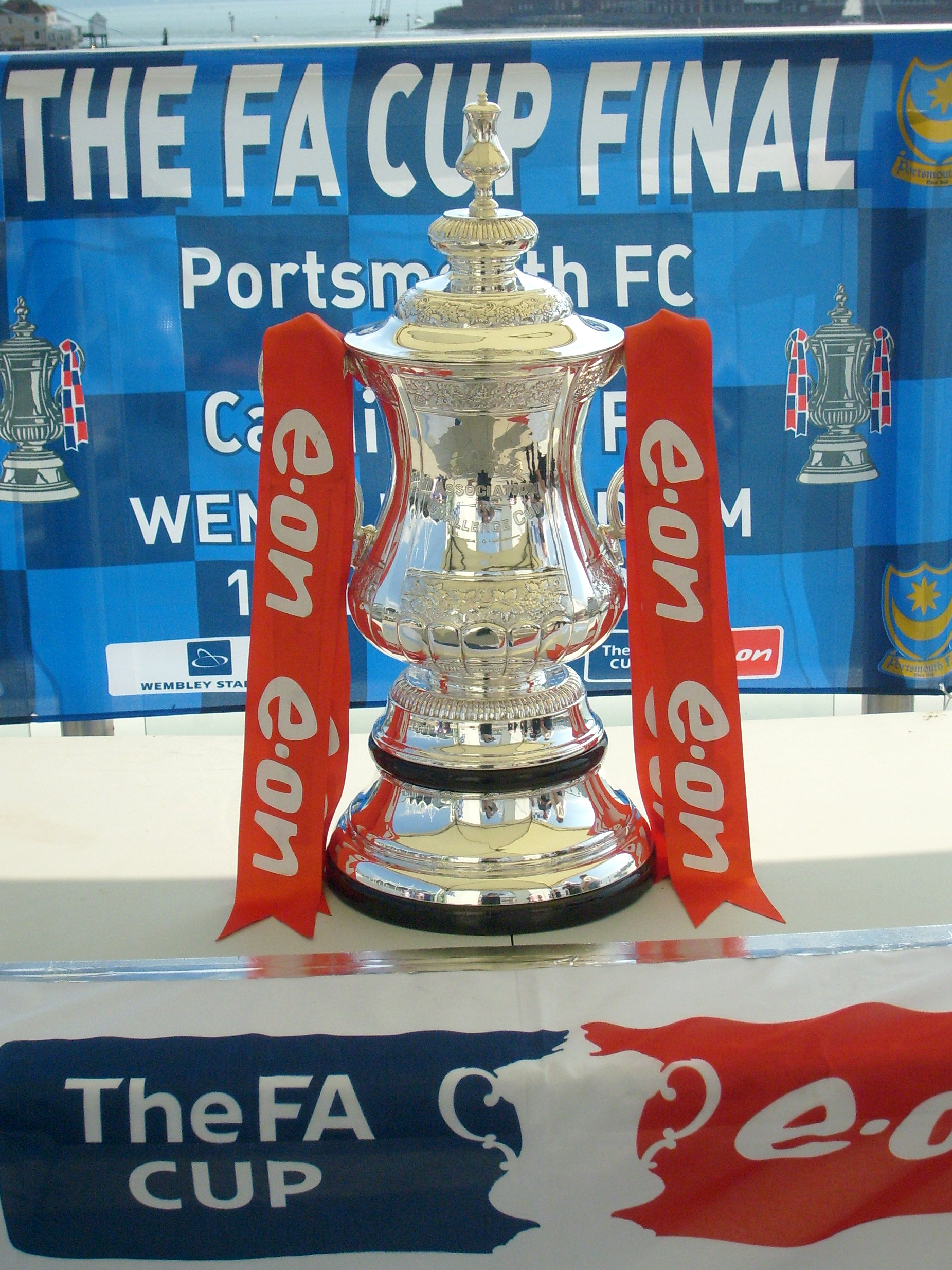
Der seit 1911 vergebene FA Cup. Leeds United gewann ihn nur 1972.

Im Text von Leeds United besang die Mannschaft der Saison sich selbst und beschäftigte sich mit dem Erreichen des Ziels Pokalgewinn. Der Refrain lautet:

„Und wir spielen bis zum Ende für Leeds United,

Elland Road ist der einzige Ort für uns,

Mit Herz und Seele für das Ziel, das klar in Sicht ist:

Wir sind unterwegs, um uns mit dem Silberpokal zuzuprosten.

And we play all the way for Leeds United

Elland Road is the only place for us

With heart and soul for the goal that’s clearly sighted

We’re out to toast each other from that silver Cup.“

In den Strophen wird zunächst der Manager, Don Revie, besungen (“the Boss who’s right behind us”), dann die Stammelf der Saison mit ihren Spitznamen in folgender Reihenfolge: der Senior Big Jack Jackie Charlton; der „red headed tiger“ („rothaarige Tiger“) Mannschaftskapitän Billy Bremner; “Mick the Mover” Jones; “Top Cat” Cooper; “Speedy” Reaney; “Iron-Man-Hunter”; „the Brains“ („das Hirn“) Johnny Giles; “Sniffer” Clarke; „the Viking“ („der Wikinger“) David Harvey; “Lasher” Lorimer und schließlich Linksaußen Eddie “The Last Waltz” Gray.

### Chartplatzierungen
Zwei Wochen nachdem das Leeds-United-Team das Pokalendspiel erreicht hatte, stieg der Song Leeds United am 29. April 1972 auf Platz 31 in die Charts ein. Das Interesse flaute anschließend zunächst ab, in der Folgewoche stand die Single nur auf Platz 42. Doch nachdem United das Pokalfinale in Wembley am 6. Mai 1972 durch ein Tor von Allan Clarke gegen den Londoner Titelverteidiger Arsenal FC gewonnen hatte, stieg die Single innerhalb der nächsten drei Wochen auf Platz zehn. Insgesamt blieb sie zehn Wochen in den Top 50.